# Moritz Otto von Günderrode
Moritz Otto von Günderrode (* 15. Februar 1597; † nach 1661) war Oberst in der Hessen-kasselschen Armee und Hofmarschall.

## Leben
Moritz Otto von Günderrode entstammte der alten Frankfurter Patrizierfamilie Günderrode, die ursprünglich aus Thüringen kam und sich in der zweiten Hälfte des 14. Jahrhunderts in Freiberg in Sachsen angesiedelt hatte. Sein Großvater Tilemann Günterrode (1512–1550, Kasseler Kanzler) gilt als der Stammvater der Frankfurter Familie.
Moritz Otto war der Sohn des Wilhelm von Günderrode (1550–1607), Hessen-kasselscher Oberst, und dessen Gemahlin Agnes geb. Schenk von Schweinsberg. Er schlug wie sein Vater eine militärische Laufbahn ein und war von 1617 bis 1623 als Hofmeister in schwedischen Diensten beim Feldmarschall Hermann von Wrangel. Zugleich war er Drost in der Herrschaft Plesse und im Kloster Höckelheim.
Er wechselte dann in die Hessen-kasselsche Armee, zunächst im Rang eines Obristlieutenants. Landgraf Wilhelm V. verbündete sich während des Dreißigjährigen Krieges mit dem schwedischen König Gustav Adolf und stellte seine Truppen unter dessen Befehl. Am 19. September 1636 belagerten kaiserliche Truppen unter dem Befehl von General Johann von Götz die Stadt Soest, deren Kommandant Günderrode war. Er übergab die Stadt kampflos, nachdem zuvor Feuerkugeln die Stadt durch Brandeinwirkungen stark in Mitleidenschaft gezogen hatten. General von Götz gewährte den hessischen Soldaten in einer Stärke von 800 Soldaten freien Abzug. Landgraf Wilhelm setzte seinen Kommandanten wegen dessen Rolle in Soest unter Arrest. 
1639 wurde Günderrode zum Oberst befördert und zum Hofmarschall ernannt. Im Herbst 1641 an nahm er als Beauftragter der Landgräfin Amalie Lisabeth, Witwe Wilhelmz V., an den Goslarer Friedensgesprächen teil. 
Am 15. Oktober 1655 wurde er in Fulda von einem betrunkenen Rittmeister angegriffen, den er in Notwehr erstach.
Sein Cousin Hans Henrich von Günderrode (1596–1650), Oberst in der Hessen-kasselschen Armee, lag oft mit ihm im Streit wegen taktischer Kriegsmaßnahmen.
Günderrode war Mitglied der Reichsritterschaft in Franken.